# Liskovača
Liskovača är en ort i Bosnien och Hercegovina.   Den ligger i entiteten Federationen Bosnien och Hercegovina, i den sydvästra delen av landet, 110 km väster om huvudstaden Sarajevo. Liskovača ligger 739 meter över havet och antalet invånare är 249. Den ligger vid sjön Buško Jezero.
Terrängen runt Liskovača är kuperad.Närmaste större samhälle är Podhum, 9,9 km norr om Liskovača. 
Omgivningarna runt Liskovača är en mosaik av jordbruksmark och naturlig växtlighet. Runt Liskovača är det ganska tätbefolkat, med 78 invånare per kvadratkilometer.